# Zavrelimyia subrecta
Zavrelimyia subrecta är en tvåvingeart som först beskrevs av Jean-Jacques Kieffer 1918.  Zavrelimyia subrecta ingår i släktet Zavrelimyia och familjen fjädermyggor.
Artens utbredningsområde är Tjeckien. Inga underarter finns listade i Catalogue of Life.